# 万字炭山駅

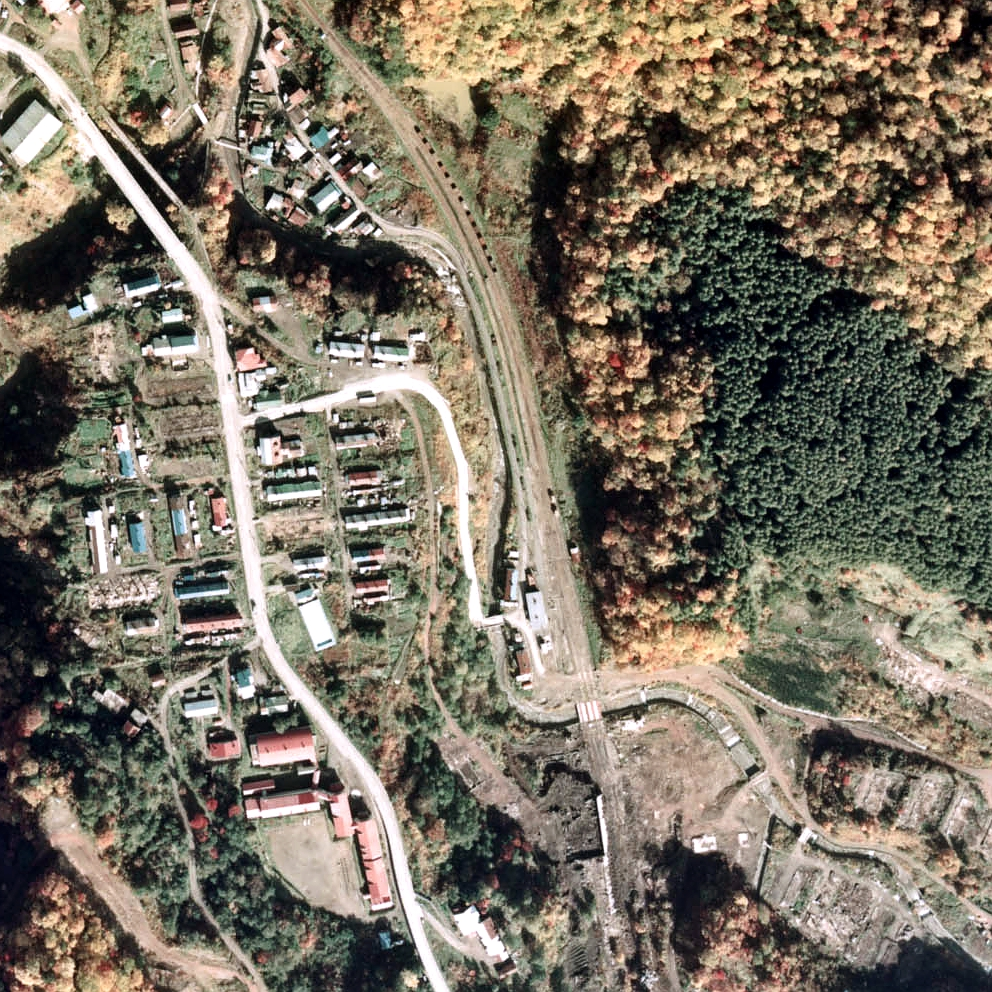
1976年の万字炭山駅と周囲500m範囲。上が志文駅方面。

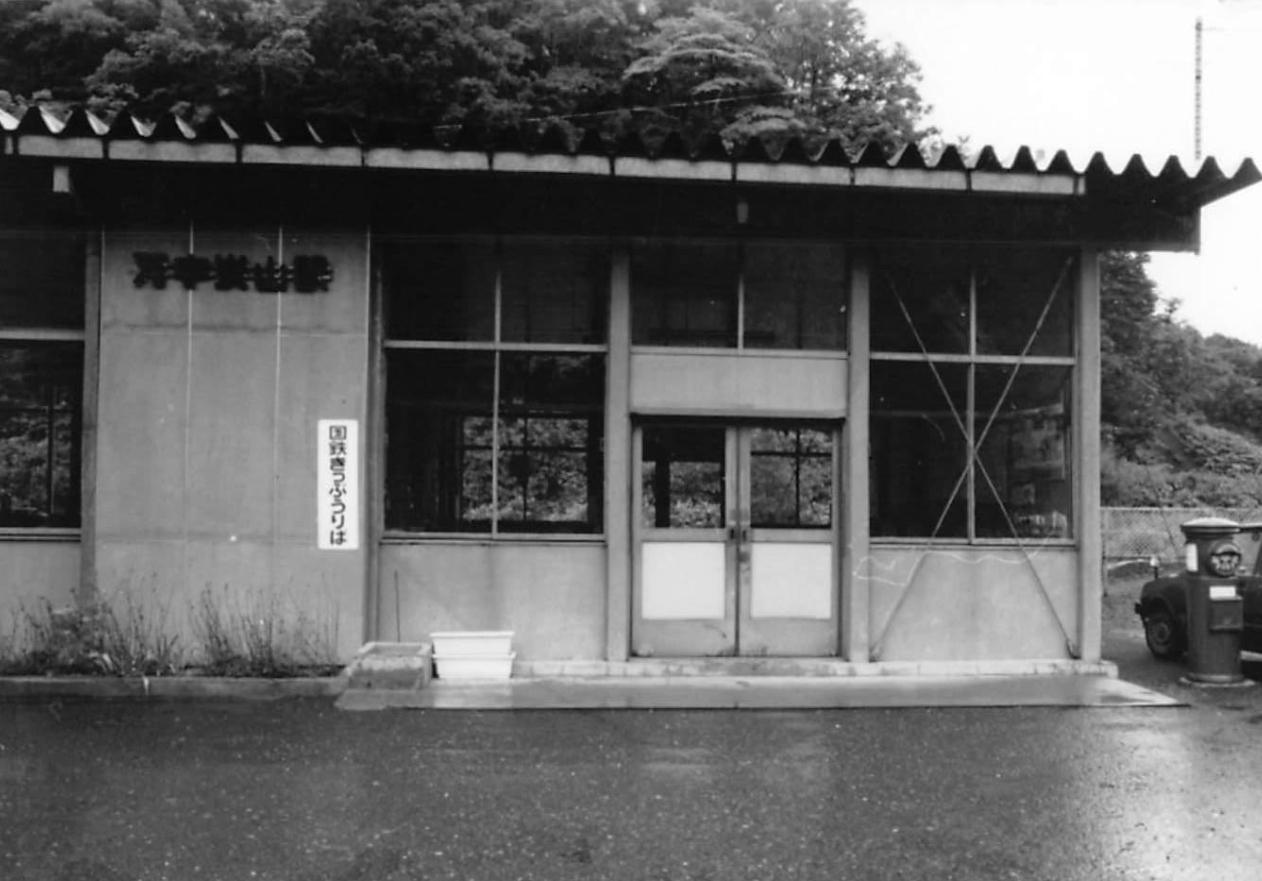
国鉄　万字線　万字炭山駅 昭和56年8月30日撮影

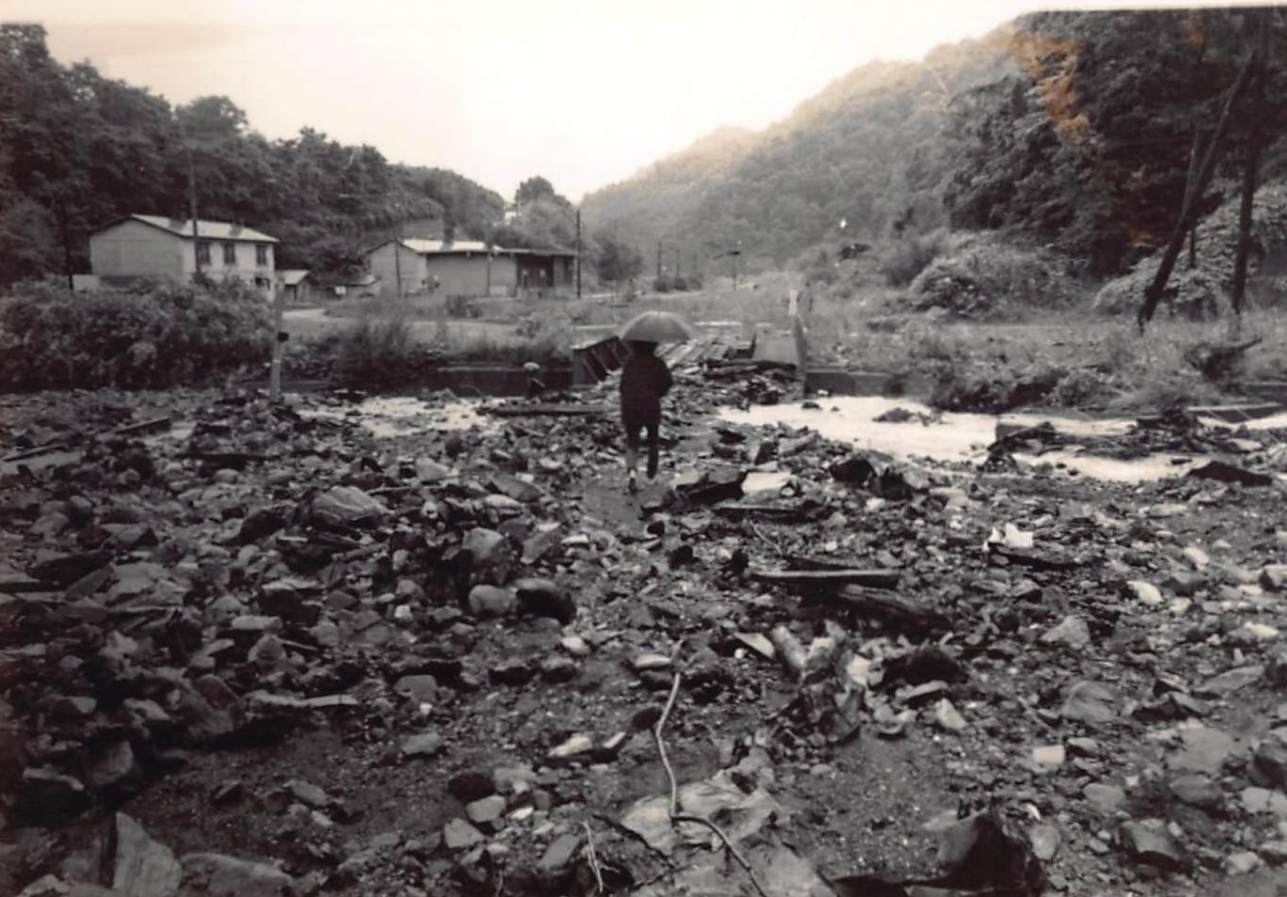
国鉄万字線　万字炭山駅構内　昭和56年8月30日撮影

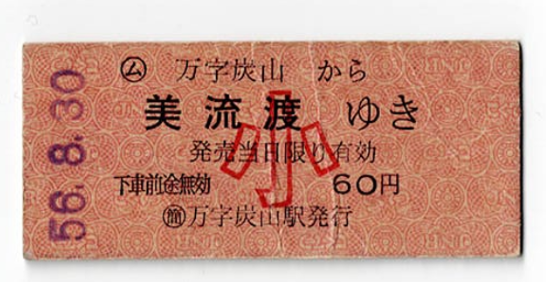
国鉄　万字線　万字炭山駅発行キップ（委託）

万字炭山駅（まんじたんざんえき）は、北海道空知郡栗沢町万字曙町（現・岩見沢市栗沢町万字曙町）にあった日本国有鉄道（国鉄）万字線の駅（廃駅）である。電報略号はマサ。事務管理コードは▲132005。

## 歴史
- 1914年（大正3年）11月11日 - 国有鉄道万字軽便線志文駅 - 当駅間開通に伴い開業[3]。当時は万字鉱山から産出される石炭を取り扱う貨物駅[3]であった。
- 1922年（大正11年）9月2日 - 線路名を万字線に改称、同線の駅となる[4]。
- 1924年（大正13年）9月1日 - 旅客・荷物の取扱い開始[5]。一般駅。
- 1966年（昭和41年）8月 - 台風により駅舎倒壊[6]。
- 1967年（昭和42年）3月27日 - 駅舎改築。
- 1970年（昭和45年）8月17日 - 専用線発着車貨物以外の貨物取扱い廃止[1]。朝夕のみ万字駅から職員を一人派遣して対応[7]。
- 1978年（昭和53年）
  - 4月6日 - 荷物取扱い廃止[1]。
  - 5月1日 - 貨物取扱い廃止[8]。同時に無人[9]（簡易委託）化。
- 1985年（昭和60年）4月1日 - 万字線の廃線に伴い廃止となる[1]。
- 2013年（平成25年）6月1日 - 残存していた駅舎が解体される。

### 駅名の由来
当駅近辺の炭鉱名（万字炭鉱）に由来する。

## 駅構造
廃止時点で、単式ホーム1面1線を有する地上駅であった。ホームは線路の西側（万字炭山方面に向かって右手側）に存在した。転轍機を持たない棒線駅となっていた。かつては駅構内に隣接して炭鉱があったため多数の側線を有し、貨物列車廃止後も広い構内が残されていた。元々島式ホーム1面2線であり、駅舎とホームの間もかなり離れていた。
無人駅（簡易委託駅）となっていた。有人駅時代の駅舎は改築され近代的なスレート造りの建物となっており、乗車券が駅舎内で発券されていた。駅舎は構内の南側に位置しホームからかなり離れており、長い通路で連絡した。駅スタンプが設置されていた。

## 利用状況
- 1981年度の1日乗降客数は6人[10]。

## 駅周辺
周囲を山に囲まれた低地にあった。
- 北海道道38号夕張岩見沢線
- 岩見沢市役所万字連絡所
- 奥万字温泉 - 駅から南に約2 km[6]。2006年廃業。
- 岩見沢市 東部丘陵線コミュニティバス「万字寿町回転所」停留所

## 駅跡
1999年（平成11年）時点では駅舎が個人に売却され、住宅として再利用されており、ホームも残存していた。2011年には山荘になっていたが、2013年6月に解体された。
当駅跡にも美流渡駅跡、万字駅跡と同じ形状の駅名標をかたどった記念碑が建立されているが、駅舎から離れた位置に設置されている。
また、駅の先にあった万字炭鉱は万字森林公園に整備されているが、1999年（平成11年）時点にはホッパーが半分土砂に埋まった状態で残存していた。

## 隣の駅
日本国有鉄道
万字線
万字駅 - 万字炭山駅